# Петрова, Мария Григорьевна (Герой Социалистического Труда)
Мария Григорьевна Петрова (10 сентября 1919 — 13 января 2003) — передовик советского сельского хозяйства, бригадир свиноводческой бригады совхоза «Большевик» Милославского района Рязанской области, Герой Социалистического Труда (1960).

## Биография
Родилась в 1919 году в деревне Михайловка, Милославского района Рязанской области в многодетной русской крестьянской семье.
Завершила обучение в пятом классе школы. С 13 лет работала в колхозе, сначала разнорабочей, а затем телятницей. С 1939 года работала в совхозе «Большевик». Во время Великой Отечественной войны овдовела. Завершила обучение на курсах трактористов, один год отработала на тракторе. Затем стала бригадиром тракторной бригады, проработала в этой должности до конца войны. В 1945 году была переведена в бригаду по выращиванию свиней.
С 1950 года бригадир свиноводческой бригады совхоза.
Указом Президиума Верховного Совета СССР от 8 января 1960 года за получение высоких показателей в сельском хозяйстве и рекордные показатели в свиноводстве Марии Григорьевне Петровой было присвоено звание Героя Социалистического Труда с вручением ордена Ленина и медали «Серп и Молот».
Продолжала трудиться в совхозе, показывала высокие производственные результаты. Неоднократно участвовала в выставке достижений народного хозяйства. Являлась депутатом Рязанского областного совета и Милославского районного совета депутатов. С 1987 года на пенсии.
Умерла 13 января 2003 года. Похоронена в родной деревне.

## Награды
За трудовые успехи была удостоена:
- золотая звезда «Серп и Молот» (08.01.1960)
- орден Ленина (08.01.1960)
- Орден Знак Почёта (22.03.1966)
- Медаль «За доблестный труд в Великой Отечественной войне 1941—1945 гг.» (28.03.1947)
- другие медали.